# Grefsen kirke
Grefsen kirke ligger i Grefsen i stadsdelen Nordre Aker i Oslo i Norge.

## Kyrkobyggnaden
Redan år 1898 diskuterade man att bygga en kyrka i Grefsen. År 1922 köptes en tomt in vid Glads vei. År 1936 presenterade kommunarkitekt Georg Jens Greve ett utkast med kostnadsförslag till en kyrka. År 1938 lades grundstenen och den 3 mars 1940 invigdes kyrkan av biskop Eivind Berggrav.
Kyrkan har en stomme av tegel och består av ett långhus med smalare kor i öster och kyrktorn med ingång i väster. I kyrkorummets korfönster finns glasmålningar utförda år 1965 av Oddmund Kristiansen.
Norr om kyrkan finns en stor kyrkogård som anlades redan år 1904. Ett gravkapell är uppfört samma år.

## Inventarier
- Nuvarande predikstol tillkom år 1968 och är byggd efter ritningar av arkitekt Rolf Tønsager.
- Orgeln med 31 stämmor är byggd av Brødrene Torkildsen Orgelbyggeri.
- Kyrkklockorna är gjutna av Olsen Nauen Klokkestøperi.